# Saxifraga cebennensis
Saxifraga cebennensis là một loài thực vật có hoa trong họ Saxifragaceae. Loài này được Rouy & E.G.Camus miêu tả khoa học đầu tiên năm 1901.